# جشنواره فیلم کارتاژ
جشنواره فیلم کارتاژ (به انگلیسی: Carthage Film Festival) یک جشنواره فیلم دولتی است که از سال ۱۹۶۶ در شهر باستانی کارتاژ واقع در شمال تونس برگزار می‌شود. جشنواره فیلم کارتاژ اولین و مهم‌ترین جشنواره فیلم در آفریقای شمالی و همچنین یکی از معتبرترین جشنواره‌های مهم سینمایی جهان عرب شناخته می‌شود.
جایزه اصلی آن، تانیت طلایی است که به نام الهه کارتاژی نامگذاری شده‌است. مراسم افتتاحیه و اختتامیه در تئاتر شهرداری تونس (تئاتر شهرداری تونس) برگزار می‌شود.
مدیر اجرایی فعلی جشنواره سونیا چمخی است. سی و سومین دوره جشنواره از ۲۹ اکتبر تا ۵ نوامبر ۲۰۲۲ برگزار شد.

## تاریخ
این رویداد که توسط فیلمساز طاهر چریا طراحی شد و رسماً در سال ۱۹۶۶ توسط وزیر فرهنگ تونس، چدلی کلیبی راه اندازی شد، این اولین رویداد در نوع خود در جهان عرب بود که در اصل برای برجسته کردن سینمای آفریقا و عرب طراحی شد و پل‌های گفت و گو را ایجاد کرد. کلیبی گفت:
ما ابتدا امیدواریم گفت و گو کنیم. دیالوگی صریح، شفاف، بدون انگیزه پنهان. اما ما مطمئن هستیم که چنین گفت‌وگویی تنها می‌تواند به درک متقابل بهتری بین آفریقایی‌ها و اروپایی‌ها، در میان مدیترانه‌های جنوبی و مدیترانه شمالی منجر شود.
بسیاری از فیلم‌سازان برجسته آفریقایی و عرب برای اولین بار در کارتاژ شناخته شده‌اند، از جمله سمبنه عثمان سنگالی (جایزه بزرگ ۱۹۶۶)، یوسف شاهین مصری (جایزه بزرگ ۱۹۷۰)، سلیمان سیسه از مالی (جایزه بزرگ ۱۹۸۲) میشل خلیفی (جایزه بزرگ ۱۹۸۸)، از تونسی‌ها طیب لوهیچی (اولین تانیت طلایی تونسی برای فیلم کوتاه ۱۹۷۲)، نوری بوزید، فرید بوغدیر، و مفیده تلاتلی (جایزه بزرگ ۱۹۸۶، ۱۹۹۰، ۱۹۹۴)، محمد ملاس از سوریه و مرزاق آلوج الجزایری (جایزه بزرگ ۱۹۹۶).
بعد اجتماعی جشنواره در چندین فیلم برنده جایزه مانند فیلم ساختن (۲۰۰۶) ساخته نوری بوزید، با حضور بهتا، یک رقصنده آماتور بیکار ۲۵ ساله که توسط افراط گرایان برای انجام یک حمله انتحاری استخدام شده‌است، منعکس شده‌است.
در جشنواره فیلم کارتاژ بود که FEPACI (فدراسیون فیلمسازان پان آفریقایی) در سال ۱۹۷۰ ایجاد شد و پایه ای برای همکاری فیلم جنوب-جنوب ایجاد کرد.
در طول سال‌ها، جشنواره فیلم کارتاژ، کارگاه‌های آموزشی، کلاس‌های کارشناسی ارشد و شبکه تهیه‌کننده را برای حمایت بهتر از فیلم‌سازان معرفی کرده‌است. چهره‌های سرشناس حوزه هنری در مسابقات رسمی مختلف به عنوان داور حضور داشته‌اند.
- ۱۹۶۶: فیلم جوانان سیاه به عثمان سمبین.
- ۱۹۶۸: حجبت الجائزة.
- ۱۹۷۰: فیلم اختیار به یوسف شاهین.
- ۱۹۷۲: الفیلمان معتادان به توفیق صالح وصامبیزانقا.
- ۱۹۷۴: فیلم کفر قاسم لبنانی به برهان علویة و عمال عبید موریتانی محمد هندو.
- ۱۹۷۶: فیلم سفراء به تونسی الناصر القطاری.
- ۱۹۷۸: فیلم ماجراهای قهرمان به الجزائری مرزاق علواش.
- ۱۹۸۰: فیلم عزیزة به تونسی عبد اللطیف بن عمار.
- ۱۹۸۲: فیلم سود به مالی سلیمان سیسی.
- ۱۹۸۴: فیلم رویاهای شهر به سوریه محمد ملص.
- ۱۹۸۶: فیلم باد سد به تونس نوری بوزید
- ۱۹۸۸: فیلم جلیل عروسی می‌کند به فلسطین میشال خلیفی.
- ۱۹۹۰: فیلم متحدان به تونس فرید بوغدیر.
- ۱۹۹۲: فیلم شب به سوریه محمد ملص.
- ۱۹۹۴: فیلم سکوت قصرها تونس مفیدة التلاتلی.
- ۱۹۹۶: فیلم سلام پسرعمو الجزائر مرزاق علواش.
- ۱۹۹۸: فیلم زندگی در بهشت الجزائر بوعلام قرجو.
- ۲۰۰۰: فیلم بهای بخشش سنگال منصور صوراواد.
- ۲۰۰۴: فیلم بر فراز کازابلانکا، فرشتگان پرواز نمی‌کنند به محمد عسلی.
- ۲۰۰۶: فیلم آخر فیلم به تونس نوری بوزید.
- ۲۰۰۸: فیلم تیزا به اتیوپی هایلی جیرما.
- ۲۰۱۰: فیلم میکروفون به مصر أحمد عبدالله السید
- ۲۰۱۲: فیلم قایق به سنگال موسی توریه.
- ۲۰۱۴: فیلم عمر به فلسطین هانی أبو أسعد.
- ۲۰۱۵: فیلم گروه کر نابینایان به مغرب محمد مفتکر.
- ۲۰۱۶: فیلم زینب برف را دوست ندارد از کوثر بن هنیة (تونس)
- ۲۰۱۷: فیلم قطار نمک و شکر از موزامبیک
- ۲۰۱۸: فیلم فتوی از تونس اثر محمود بن محمود
- ۲۰۱۹: فیلم نورا خواب می‌بیند از کارگران تونسی مقیم بلژیک هند بوجمعة